# Fossemanant
Fossemanant és un municipi francès situat al departament del Somme i a la regió dels Alts de França. L'any 2007 tenia 110 habitants.

## Demografia

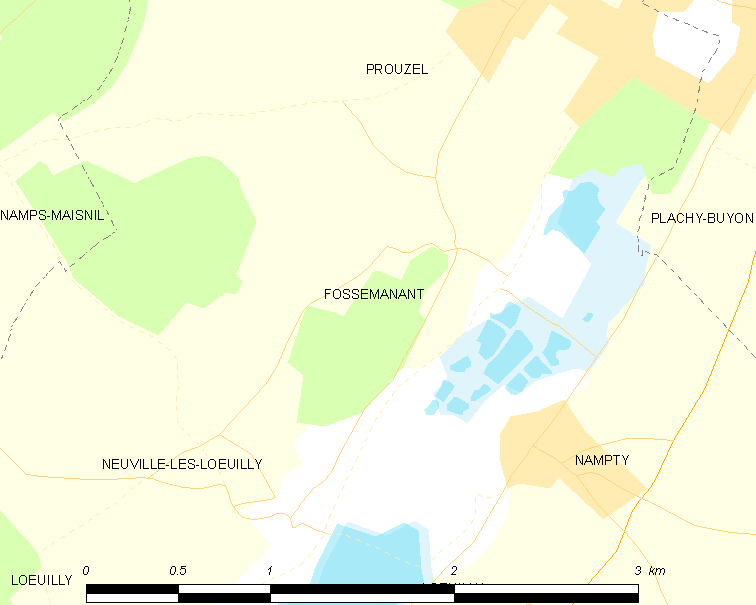
mapa del municipi

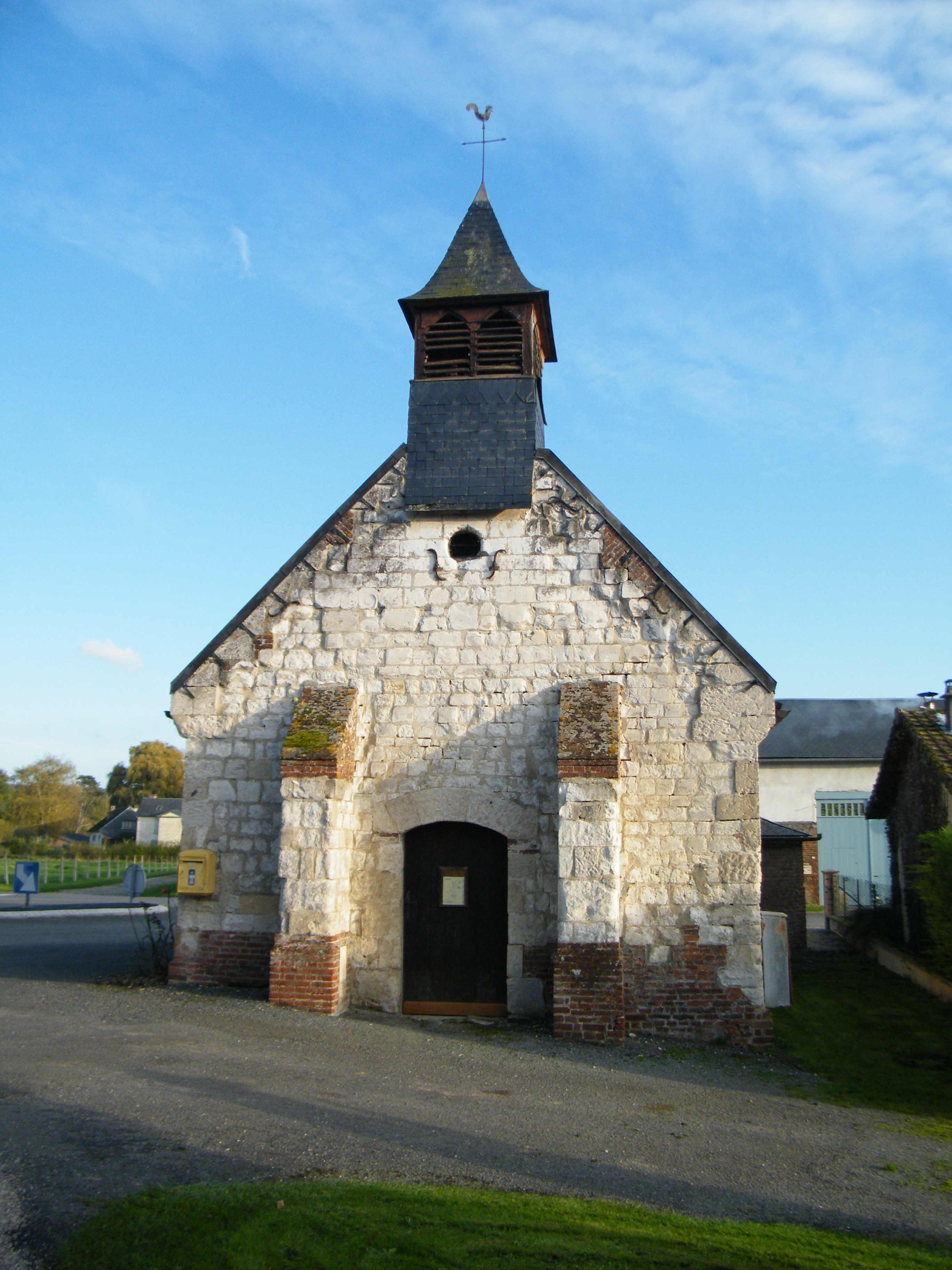
església

### Població
El 2007 la població de fet de Fossemanant era de 110 persones. Hi havia 36 famílies de les quals 4 eren unipersonals (4 dones vivint soles i 4 dones vivint soles), 16 parelles sense fills i 16 parelles amb fills.
La població ha evolucionat segons el següent gràfic:
Habitants censats

### Habitatges
El 2007 hi havia 46 habitatges, 43 eren l'habitatge principal de la família, 2 eren segones residències i 1 estava desocupat. Tots els 46 habitatges eren cases. Dels 43 habitatges principals, 41 estaven ocupats pels seus propietaris i 2 estaven llogats i ocupats pels llogaters; 3 tenien dues cambres, 6 en tenien tres, 19 en tenien quatre i 15 en tenien cinc o més. 38 habitatges disposaven pel capbaix d'una plaça de pàrquing. A 16 habitatges hi havia un automòbil i a 25 n'hi havia dos o més.

### Piràmide de població

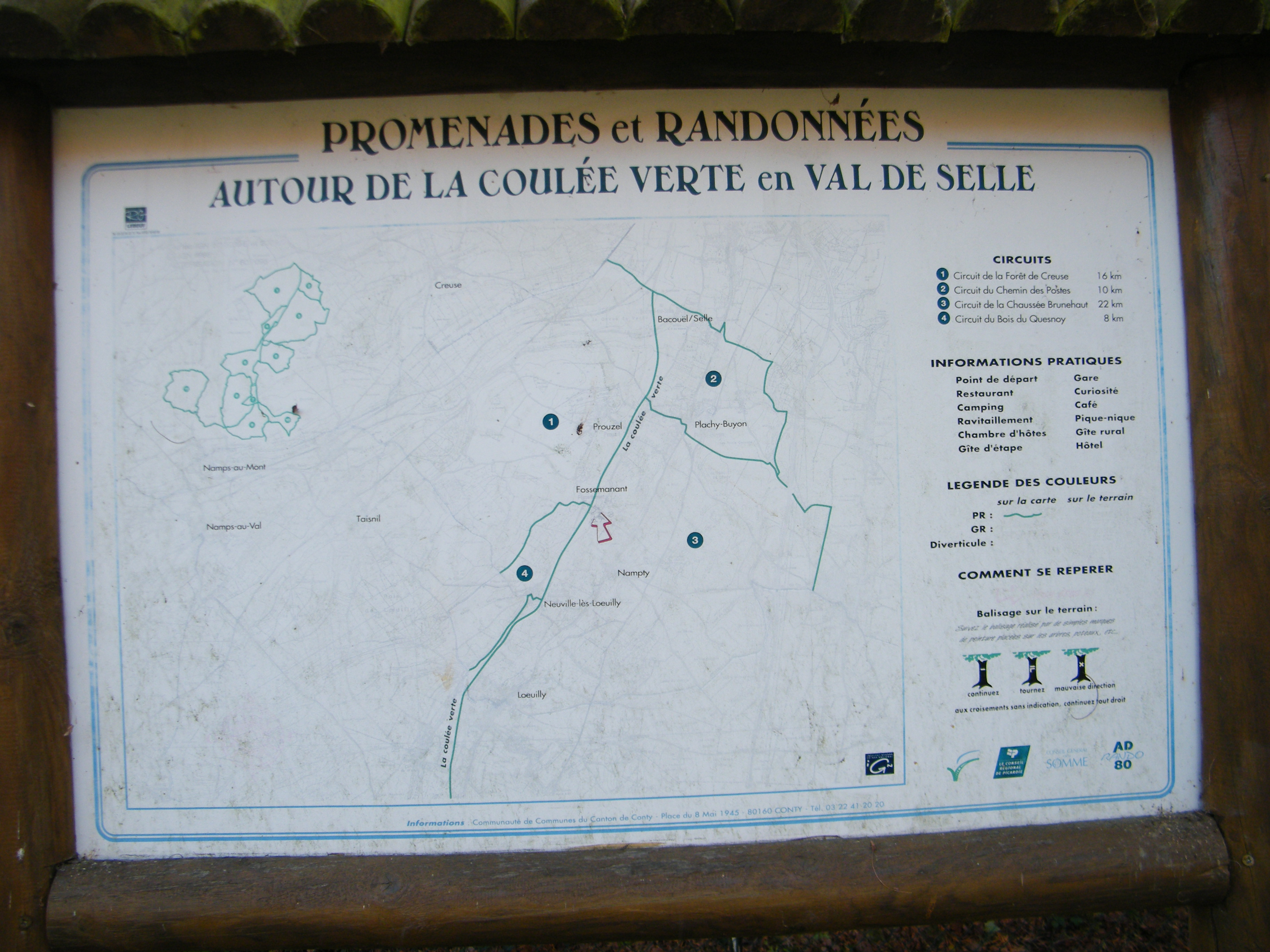

La piràmide de població per edats i sexe el 2009 era:
| Homes | Edats   | Dones |
| ----- | ------- | ----- |
| 0     | 95 o +  | 0     |
| 0     | 90 a 94 | 0     |
| 4     | 85 a 89 | 0     |
| 0     | 80 a 84 | 0     |
| 0     | 75 a 79 | 4     |
| 0     | 70 a 74 | 4     |
| 0     | 65 a 69 | 0     |
| 4     | 60 a 64 | 0     |
| 0     | 55 a 59 | 0     |
| 4     | 50 a 54 | 4     |
| 8     | 45 a 49 | 12    |
| 0     | 40 a 44 | 8     |
| 4     | 35 a 39 | 4     |
| 0     | 30 a 34 | 0     |
| 4     | 25 a 29 | 8     |
| 0     | 20 a 24 | 12    |
| 4     | 15 a 19 | 8     |
| 4     | 10 a 14 | 12    |
| 12    | 5 a 9   | 0     |
| 0     | 0 a 4   | 4     |

## Economia

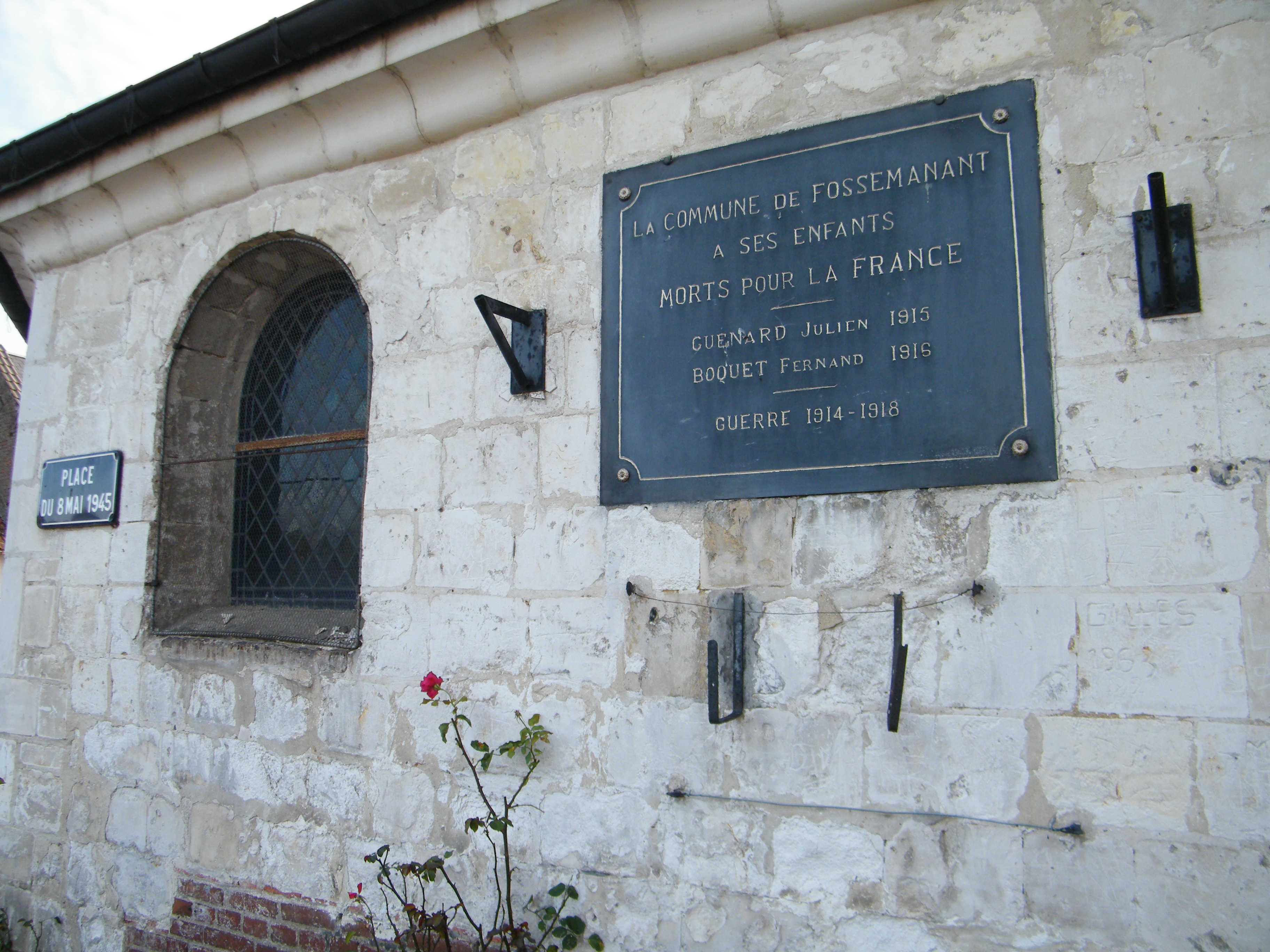

El 2007 la població en edat de treballar era de 82 persones, 65 eren actives i 17 eren inactives. De les 65 persones actives 62 estaven ocupades (25 homes i 37 dones) i 3 estaven aturades (3 homes). De les 17 persones inactives 6 estaven jubilades, 8 estaven estudiant i 3 estaven classificades com a «altres inactius».
Activitats econòmiques
Dels 2 establiments que hi havia el 2007, 1 era d'una empresa de construcció i 1 d'una entitat de l'administració pública.
L'únic servei als particulars que hi havia el 2009 era un electricista.

## Poblacions més properes
El següent diagrama mostra les poblacions més properes.